# McVitie's
 (septembre 2017).
Si vous disposez d'ouvrages ou d'articles de référence ou si vous connaissez des sites web de qualité traitant du thème abordé ici, merci de compléter l'article en donnant les références utiles à sa vérifiabilité et en les liant à la section « Notes et références ».

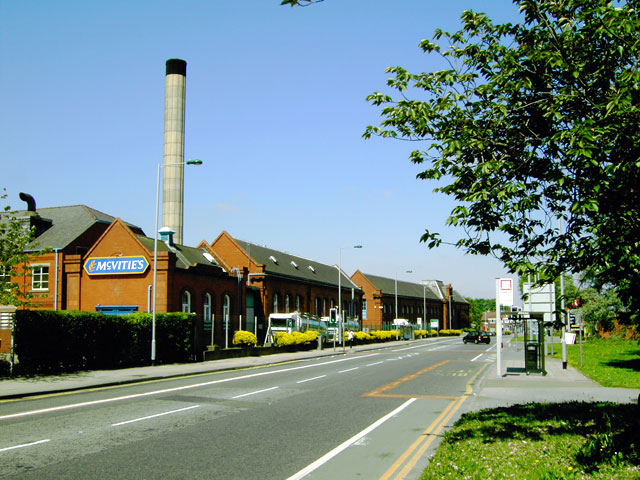
Usine McVitie's à Manchester et Stockport qui produit plus de 2000 Jaffa Cakes par minute.

McVitie's est une marque britannique de biscuits appartenant à United Biscuits. 
Son nom provient du fabricant original écossais McVitie & Price, Ltd., installé en 1830 sur Rose Street à Édimbourg en Écosse. La société changea plusieurs fois d'endroit dans la ville avant de se situer dans l'usine St. Andrews Biscuit Works sur Robertson Avenue dans le district de Gorgie en 1888. La société gère aussi deux grandes usines de fabrication au sud de la frontière entre Levenshulme, Manchester / Heaton Chapel, Stockport et Harlesden, Londres.

## Histoire
Même si l'usine originale de 1830 à Édimbourg est victime d'un incendie en 1894, elle fut reconstruite la même année et resta fonctionnelle jusqu'à 1969, lorsque la production cessa et les opérations transférées à des sites anglais. McVitie & Price se développa dans une nouvelle usine à Harlesden en 1910 et à Manchester en 1917. La société acquit la boulangerie Simon Henderson & Sons en 1922. McVitie & Price fusionna avec une autre société familiale écossaise, Macfarlane, Lang & Co., Ltd, en 1948 pour devenir par la suite United Biscuits Group. 
Les produits de marque McVite's sont aujourd'hui confectionnés dans cinq usines du Royaume-Uni : les deux anciennes usines McVitie & Price à Harlesden et Manchester, une ancienne Macfarlane, Laing & Co.  nommée Victoria Biscuit Works à Glasgow, une ancienne usine Carr's nommée The Biscuit Works fondée en 1831 à Carlisle, et l'usine McVitie's Cake Co. (anciennement Riley's Toffee Works) à Halifax. 
Le premier biscuit phare de McVitie & Price était le McVitie's Digestive, le tout premier « biscuit facile à digérer », le « digestive biscuit », créé par le jeune nouvel employé Alexander Grant en 1892. Le biscuit fut nommé ainsi puisqu'on pensait que la levure chimique contenue était bénéfique à la digestion. 
Le McVitie's Chocolate Homewhat Digestive fut créée en 1925. Plus de 71 millions de paquets de cette sorte sont mangés au Royaume-Uni chaque année, cela faisant une moyenne de 52 biscuits par seconde. Les Hobnobs furent lancés en 1985 et une variante au chocolat au lait apparut en 1987. Lancée en 1927, le Jaffa Cake ont été classés comme les biscuits les mieux vendus au Royaume-Uni en 2012.
En 1947, McVitie & Price fabriqua le gâteau de mariage pour la Princesse Elizabeth et le Prince Philip.
En 2014, la société turque Yıldız Holding rachète le groupe United Biscuits, dont la marque McVitie's.

## Lignes de production

### Biscuits
- Digestives
- Fig Roll
- Ginger Nuts
- Hobnobs
- Cookies, incluant Boasters
- Rich Tea
- Penguin
- Taxi
- Gold Bar
- Sablés pur beurre
- Fruit shortcake
- Tasties
- BN
- Deli choc
- Trio
- United
- Club biscuits

### Gâteaux
- Lyle's Golden Syrup Cake
- Jamaica Ginger Cake
- Lemon Cake
- Mini Rolls
- Waffles
- Tunis Cake (en)
- Fruit Cake
- Carrot Cake
- Jaffa Cakes

### Autres snacks
- Cheddars
- Mini Cheddars
- Krackawheats
- Victoria Biscuit Selection
- McVities Digestive Slices
- Breakfast
- Nibbles (Digestive and hobnob varieties)
- Digestive Thins